# Acanthonychus jiangfengensis
Acanthonychus jiangfengensis är en spindeldjursart som beskrevs av Wang 1982. Acanthonychus jiangfengensis ingår i släktet Acanthonychus och familjen Tetranychidae. Inga underarter finns listade i Catalogue of Life.